# Lophochorista diversata
Lophochorista diversata är en fjärilsart som beskrevs av Dyar 1912. Lophochorista diversata ingår i släktet Lophochorista och familjen mätare. Inga underarter finns listade i Catalogue of Life.